# 20. август
20. август (20.08) је 232. дан у години по грегоријанском календару (233. у преступној години) До краја године има још 133 дана.

## Догађаји
- 1741 — Руски морепловац данског порекла Витус Јонас Беринг открио је Аљаску.
- 1872 — Престао је да излази лист „Даница“, најзначајнији књижевни часопис српског романтизма, који је од фебруара 1860. три пута месечно штампан у Новом Саду. Лист, који је окупљао младе српске песнике романтичаре, Јакова Игњатовића, Ђуру Јакшића, Јована Јовановића Змаја, Лазу Костића, покренуо је и уређивао писац и правник Ђорђе Поповић.
- 1884 — Након четири године градње, свечано је отворена зграда Београдске железничке станице са које је у наредним данима кренуо први воз тек изграђеном пругом Београд-Ниш.
- 1907 — Почео шаховски турнир у Карлсбаду (Карлове Вари), Чешка.
- 1940 — У граду Мексику смртно је рањен руски револуционар јеврејског порекла Лав Давидович Бронштајн, познат као Лав Троцки, један од вођа Октобарске револуције. Убиство је планинарским пијуком извршио шпански комуниста Рамон Меркадер, по Стаљиновом налогу. Троцки, који је по доласку Стаљина на власт био његов близак сарадник, а потом жесток противник, подлегао је ранама наредног дана.
- 1944 — Црвена армија је покренула Јаши-Кишињевску операцију против немачко-румунских снага, после које је Румунија објавила рат Немачкој.
- 1945 — Индонезија је добила независност.
- 1949 — Мађарска скупштина прихватила је совјетски модел државног уређења и променила назив државе у Народна Република Мађарска.
- 1950 — У Дубровнику (ФНРЈ) је отворена 9. шаховска олимпијада. То је прва шаховска олимпијада која је организована после 11 година паузе, настале првенствено због Другог светског рата, али и каснијих неспоразума у Међународној шаховској организацији (ФИДЕ) насталих углавном из политичких разлога, као манифестација блоковске поделе и последица Хладног рата.
- 1960 — Слетањем Спутњика V у ком су летеле керуше Белка и Стрелка, 40 мишева и два пацова је извршено прво успешно враћање живих бића из орбите на Земљу.
- 1968 — Трупе СССР и других чланица Варшавског пакта ушле су у Чехословачку да би онемогућиле спровођење реформи Александра Дупчека ("Прашко пролеће").
- 1975 — САД су лансирале из Кејп Канаверала свемирски брод „Викинг I“ на Марс, где је стигао у јулу 1976.
- 1980 — Италијански алпиниста немачког порекла Рајнхолд Меснер је први успео да се сам попне на највиши врх света Монт Еверест без употребе кисеоника. Меснер је један од ретких алпиниста који је освојио свих 14 врхова виших од 8.000 m - колико их укупно има на свету.
- 1988 — У Титограду (Подгорици) и Колашину почели су масовни митинзи против тадашњег комунистичког руководства Црне Горе. Наредних месеци масовни протести захватили су целу републику, партијско и републичко руководство поднело је оставке у јануару 1989, а на власт су дошли Момир Булатовић, Мило Ђукановић и Светозар Маровић.
  - Ступио је на снагу споразум о престанку осмогодишњег рата између Ирана и Ирака, који су посредници УН постигли са зараћеним странама 8. августа.
- 1991 — Више од 100.000 људи се окупило испред зграде Врховног совјета СССР у знак протеста против државног удара чији је циљ био да се збаци председник Михаил Горбачов. У Москви је уведен полицијски час, Борис Јељцин указом је преузео команду над оружаним снагама СССР лоцираним у Русији.
- 1991 — Естонија је прогласила независност од Совјетског Савеза.
- 1994 — На Палама, Република Српска и Република Српска Крајина прогласиле су уједињење и усвојиле документ о присаједињењу СР Југославији.
- 1996 — Руске трупе опколиле су Грозни, хиљаде избеглица напустиле су главни град Чеченије. Рат у Чеченији почео је у децембру 1994. када је Борис Јељцин послао трупе да угуше покрет за независност републике у саставу Руске Федерације.
  - У удесу транспортног авиона „Иљушин 76“ руске компаније „Спер ерлајнс“ близу писте београдског аеродрома у Сурчину, погинуло је свих 12 људи у летелици. Претходно је авион, који је из Београда полетео ка Малти, због отказивања навигационе опреме и система радио веза, кружио над градом око три сата, покушавајући да се ослободи горива, али је приликом принудног слетања промашио писту.
- 1998 — САД су бомбардовале једну фабрику у Судану и неколико полигона за војну обуку у Авганистану, тврдећи да су мете повезане са терористичким нападима на амбасаде САД у Кенији и Танзанији 13 дана раније у којима је погинуло најмање 226 људи.
- 2000 — Лидер покрета за независност Источног Тимора, Хосе Александар Гусмао предао је команду над герилском армијом, након чега ће своју моћ јачати са позиције цивилног политичара.
- 2001 — Џиновска панда у истраживачком центру у Сечуану у Кини, родила је близанце, што је други пар близанаца у овој години у оквиру кинеског државног програма за очување и узгајање панди.

## Рођења
- 1847 — Болеслав Прус, пољски књижевник и новинар. (прем. 1912)
- 1860 — Ремон Поенкаре, француски политичар, председник Француске (1913—1920). (прем. 1934)
- 1873 — Готлиб Елијел Саринен, финско-амерички архитекта. (прем. 1950)
- 1877 — Јован Скерлић, српски књижевни критичар и историчар књижевности. (прем. 1914)
- 1896 — Ђорђе Рош, био је српски официр. (прем. 1977)
- 1887 — Георгиј Вернадски, руско-амерички историчар. (прем. 1973)
- 1890 — Хауард Филипс Лавкрафт, амерички писац, познат по делима хорора, фантастике и научне фантастике. (прем. 1937)
- 1901 — Салваторе Квазимодо, италијански песник, добитник Нобелове награде за књижевност (1959). (прем. 1968)
- 1922 — Богдан Богдановић, српски архитекта, градитељ, уметник, филозоф и педагог, градоначелник Београда (1982—1986). (прем. 2010)
- 1929 — Миодраг Радовановић, српски глумац. (прем. 2019)
- 1933 — Предраг Милинковић, српски глумац. (прем. 1998)
- 1934 — Фреди Перлман, чешко-амерички анархиста, писац, теоретичар и музичар. (прем. 1985)
- 1937 — Андреј Кончаловски, руски редитељ, сценариста и продуцент.
- 1941 — Слободан Милошевић, српски политичар и правник, председник Србије (1989—1997) и Председник Србије и Црне Горе (1997—2000). (прем. 2006)
- 1941 — Стеван Остојић, српски фудбалер и фудбалски тренер. (прем. 2022)
- 1943 — Силвестер Макој, шкотски глумац.
- 1943 — Драган Николић, српски глумац. (прем. 2016)
- 1944 — Раџив Ганди, индијски политичар, премијер Индије (1984—1989). (прем. 1991)
- 1947 — Реј Вајз, амерички глумац.
- 1948 — Џон Нобл, аустралијски глумац.
- 1948 — Роберт Плант, енглески музичар, најпознатији као певач групе .
- 1949— Патрик Килпатрик, амерички глумац.
- 1949 — Фил Лајнот, ирски музичар, најпознатији као суоснивач, главни вокал и басиста групе . (прем. 1986)
- 1956 — Џоун Ален, америчка глумица.
- 1958 — Дејвид О. Расел, амерички редитељ, сценариста и продуцент.
- 1961 — Емир Хаџихафизбеговић, босанскохерцеговачки глумац.
- 1964 — Дино Дворник, хрватски музичар, музички продуцент и глумац. (прем. 2008)
- 1966 — Дајмбег Дарел, амерички музичар, најпознатији као гитариста групе . (прем. 2004)
- 1970 — Данијела Илић, српска кошаркашица и кошаркашка тренеркиња.
- 1974 — Ејми Адамс, америчка глумица.
- 1981 — Бен Барнс, енглески глумац и певач.
- 1982 — Никола Лепојевић, српски кошаркаш.
- 1983 — Ендру Гарфилд, америчко-британски глумац.
- 1983 — Јуриј Жирков, руски фудбалер.
- 1985 — Алваро Негредо, шпански фудбалер.
- 1991 — Марко Ђоковић, српски тенисер.
- 1992 — Деми Ловато, америчка музичарка и глумица.
- 1996 — Стефан Лазаревић, српски кошаркаш.
- 1999 — Џо Вилок, енглески фудбалер.

## Смрти
- 1854 — Фридрих фон Шелинг, немачки филозоф. (рођ. 1775)
- 1961 — Перси Вилијамс Бриџман, амерички физичар. (рођ. 1882)
- 1978 — Миодраг Борисављевић, српски писац. (рођ. 1893)
- 1994 — Александар Петровић, југословенски редитељ. (рођ. 1929)
- 1999 — Раиса Горбачов, супруга последњег лидера СССР Михаила Горбачова. (рођ. 1932)
- 2020 — Зоран Миљковић, југословенски и српски глумац (рођ. 1947)

## Празници и дани сећања
- 1991 — балтичка република Естонија прогласила је независност од СССР.